# کلارنس دیمار
کلارنس دیمار (انگلیسی: Clarence DeMar؛ ۷ ژوئن ۱۸۸۸ – June 11, 1958) ورزشکار دو و میدانی اهل ایالات متحده آمریکا بود.
وی در مسابقات کشوری و بین‌المللی در مجموع برندهٔ ۱ مدال برنز شده‌است.